# Cima di Visghéd
Cima di Visghéd är en bergstopp i Schweiz.   Den ligger i distriktet Riviera och kantonen Ticino, i den sydöstra delen av landet, 140 km sydost om huvudstaden Bern. Toppen på Cima di Visghéd är 1 937 meter över havet, eller 205 meter över den omgivande terrängen. Bredden vid basen är 1,4 km.
Terrängen runt Cima di Visghéd är huvudsakligen mycket bergig. Närmaste större samhälle är Biasca, 9,5 km norr om Cima di Visghéd. 
I omgivningarna runt Cima di Visghéd växer i huvudsak blandskog. Runt Cima di Visghéd är det ganska tätbefolkat, med 124 invånare per kvadratkilometer.